# سيرتشس
بلدية سيركس (بالكاتالانية: Cercs) هي إحدى بلديات مقاطعة برشلونة، والتي تقع في منطقة كاتالونيا، شرق إسبانيا.
يبلغ عدد سكانها 1.331 نسمة وفقاً لإحصائية سنة (2007).